# 水碓 (雲林縣)
水碓，是台灣雲林縣古坑鄉的一個傳統地域名稱，位於該鄉西北偏北地帶。相較於今日行政區，其範圍大致包括田心村、水碓村、西平村北部、朝陽村北部及東部凸出部分、荷苞村西南部邊界地帶中間一小段。

## 歷史
台灣清治末期至日治初期，水碓地區為一街庄，稱為「水碓庄」，隸屬於斗六堡。該庄輪廓呈西北—東南走向狹長形，北邊西段與大崙庄為鄰，北邊中、東段與東邊與高林仔頭庄為鄰，南邊及西南邊為庵古坑庄，西北邊為溝仔垻庄。
1901年（日治明治三十四年）11月，全台廢縣廳改設二十廳，該庄隸屬於斗六廳。1903年（明治三十六年）6月，該庄編入「斗六區」，隸屬於斗六廳。1909年（明治四十二年）10月，合併二十廳為十二廳，斗六區改隸屬於嘉義廳。1920年（大正九年），全台地方制度大改正，廢十二廳改設五州二廳，該庄改制為「水碓」大字，隸屬於臺南州斗六郡古坑庄。
戰後古坑庄改制為古坑鄉，隸屬於臺南縣，大字亦改制為村。1950年10月，雲、嘉、南分治，古坑鄉改隸屬雲林縣。

## 聚落
本地區發展較早的聚落為田心仔、新廍仔、溪州仔、水碓、圳頭等，在日治期初期的官方地圖上已有記載。此外，本地區尚有竹賢、大埔等聚落。

## 交通
國道3號又稱「福爾摩沙高速公路」，是貫穿台灣西部的兩條縱向高速公路之一，大致以北北東—南南西走向轉北向南經過水碓地區中部，並於本地區北側邊界外緣與省道台78線（東西向快速公路－台西古坑線）東側端交會處設有古坑系統交流道。境內未設一般交流道，北側最近的是縣道149甲線交會處的古坑交流道北側匝道（僅供南出北入），南側最近的是縣道158甲線交會處的古坑交流道南側匝道（僅供南入北出）。由此等可快速前往台灣南北各地及雲林縣中、西部。
省道台3線（仁義路）俗稱「內山公路」，是臺北至屏東的幹道，大致以西北—東南走向到達本地區西部邊界最北端的仁義路路口，轉南南西沿本地區西部邊界而行，其後轉南南東經省道台78線古坑交流道後出境。由該道路向西北轉北可前往斗六、林內、竹山、名間等地；向南南東可前往古坑市區西郊、梅山、竹崎、番路西部等地。
省道台78線即「東西向快速公路－台西古坑線」，是雲林縣境內的東西向快速公路，其東側端點（古坑端）位於本地區北部邊界外緣的國道3號古坑系統交流道。由此向西北西入境，其後繞大彎轉西南西經省道台3線交會處的古坑交流道並出境，可前往斗南、虎尾南部、土庫、元長北部、東勢、台西等地。
縣道154乙線是莿桐鄉饒平（樹子腳）至古坑鄉永光的道路，大致以北北西—南南東走向由本地區北部邊界中央偏西處入境後，經省道台78線高架橋下、水碓聚落西側後續行以至出境。由該道路向北北西轉西北微北可前往大崙東部、大潭東部、斗六市區、海豐崙西部、竹圍子西南部、大埔尾東部、麻園西南端、麻園與樹子腳交界地帶、樹子腳（饒平）並止於縣道154號路口；向南南東可前往古坑市區、麻園並止於省道台3線路口。
縣道158甲線是台西鄉崙子頂至竹山鎮桶頭的道路，大致以西北—東南走向由本地區東南部凸出部分的西側邊界入境後蜿蜒而行，經大埔聚落後轉東南東蜿蜒而行以至於本地區東南部凸出部分的東側邊界出境。由該道路向西北轉西可前往古坑市區、斗南、土庫、褒忠、東勢北部、台西等地；向東南東可前往高厝林子頭東南部、桶頭並止於其中部偏北的縣道149號路口。
鄉道雲193線是管土厝至古坑的道路，其南側端點（終點）位於本地區中部偏西南的縣道154乙線路口。由此向西北西至溪洲聚落轉西北微北蜿蜒而行，經鄉道雲200線起點路口、田心聚落後轉北，經省道台78線高架橋下後轉西北微西，經省道台3線路口並出境，可前往溝子壩、九老爺東部、大潭西端、保長廍西南端並止於省道台1丁線路口。
鄉道雲200線是田心仔至荷苞的道路，其西側端點（起點）位於本地區西北部田心子聚落東南郊的鄉道雲193線路口。由此向東微北轉東南東，經縣道154乙線路口、水碓聚落後轉東北東蜿蜒而行，出境後經國道3號高架橋下可前往高厝林子頭地區的荷苞厝聚落並止於縣道149甲線路口。
鄉道雲201線是東和（溪邊厝）至水碓的道路，其南側端點（終點）位於水碓聚落南側的縣道154乙線路口。由此向北北東經鄉道雲200線路口後轉東北微北出聚落續行，於本地區北部邊界經省道台78線（東西向快速公路－台西古坑線）高架橋下出境，可前往高厝林子頭、溪邊厝並止於縣道149甲線路口。

## 商店
- 古坑水碓橋下剉冰

## 學校
- 水碓國小